# Jean Geoffroy (Maler)

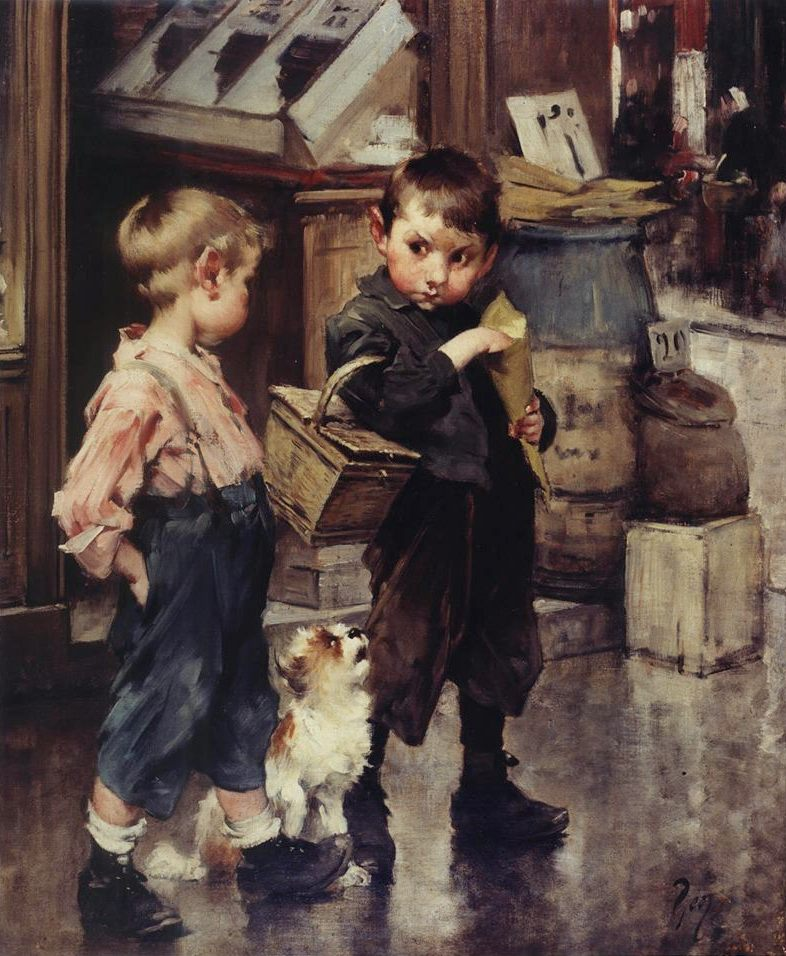
Schwierige Teilung

Jean-Jules-Henri Geoffroy (* 1. März 1853 in Marennes (Charente-Maritime); † 15. Dezember 1924 in Paris) war ein französischer Genremaler und Illustrator.
Geboren als Sohn des Schneiders Jean-Baptiste Geoffroy und Rosalie geb. Dickinson, wurde Jean Gueffroy Schüler von Léon Bonnat und Adam Levasseur.
Jean Geoffroy zeigte seine Werke seit 1874 auf dem Salon de Paris und dem Salon des artistes français, dessen Mitglied er 1883 wurde. Im selben Jahr erhielt er dort eine lobende Erwähnung, 1886 eine Medaille der dritten Klasse auf dem gleichen Salon und eine Goldmedaille auf der Pariser Weltausstellung 1900. Er wurde 1885 als Ritter der Ehrenlegion ausgezeichnet.
Jean Geoffroy malte hauptsächlich Genreszenen mit Kindern in der Schule oder im Familienkreis.
Um 1876 traf er den Autor und Verleger Pierre-Jules Hetzel, der ihn als Illustrator für Kinder- und Jugendliteratur engagierte. Seit 1880 unterzeichnete er seine Werke mit dem Pseudonym „Geo“.